# 峨眉悬钩子
峨眉悬钩子（学名：Rubus faberi）为蔷薇科悬钩子属的植物，为中国的特有植物。分布在中国大陆的四川等地，多生长在生低海拔至中海拔的山地，目前尚未由人工引种栽培。
种名 faberi 以19世纪来中国传教、收集植物的德国植物学家花之安（Ernst Faber, 1839-1899）的名字命名。